# Psaume 128 (127)
Le psaume 128 (127 selon la numérotation grecque) est l'un des 15 cantiques des degrés du livre des psaumes. Le thème du psaume est le bonheur du juste.

## Texte
| verset | original hébreu                                                | traduction française de Louis Segond                                                                                               | Vulgate latine                                                                                                 |
| ------ | -------------------------------------------------------------- | --- | --- |
| 1      | שִׁיר, הַמַּעֲלוֹת:אַשְׁרֵי, כָּל-יְרֵא יְהוָה-- הַהֹלֵךְ, בִּדְרָכָיו                   | [Cantique des degrés.] Heureux tout homme qui craint l’Éternel, qui marche dans ses voies !                                        | [Canticum graduum] Beati omnes qui timent Dominum qui ambulant in viis eius                                    |
| 2      | יְגִיעַ כַּפֶּיךָ, כִּי תֹאכֵל; אַשְׁרֶיךָ, וְטוֹב לָךְ                             | Tu jouis alors du travail de tes mains, tu es heureux, tu prospères.                                                               | Labores manuum tuarum quia; manducabis beatus es et bene tibi erit                                             |
| 3      | אֶשְׁתְּךָ, כְּגֶפֶן פֹּרִיָּה-- בְּיַרְכְּתֵי בֵיתֶךָ:בָּנֶיךָ, כִּשְׁתִלֵי זֵיתִים-- סָבִיב, לְשֻׁלְחָנֶךָ | Ta femme est comme une vigne féconde dans l’intérieur de ta maison ; tes fils sont comme des plants d’olivier, autour de ta table. | Uxor tua sicut vitis abundans in lateribus domus tuae filii tui sicut novella olivarum in circuitu mensae tuae |
| 4      | הִנֵּה כִי-כֵן, יְבֹרַךְ גָּבֶר-- יְרֵא יְהוָה                                 | C’est ainsi qu’est béni l’homme qui craint l’Éternel.                                                                              | Ecce sic benedicetur homo qui timet Dominum                                                                    |
| 5      | יְבָרֶכְךָ יְהוָה, מִצִּיּוֹן: וּרְאֵה, בְּטוּב יְרוּשָׁלִָם--כֹּל, יְמֵי חַיֶּיךָ             | L’Éternel te bénira de Sion, et tu verras le bonheur de Jérusalem tous les jours de ta vie ;                                       | Benedicat te Dominus ex Sion et videas bona Hierusalem omnibus diebus vitae tuae                               |
| 6      | וּרְאֵה-בָנִים לְבָנֶיךָ: שָׁלוֹם, עַל-יִשְׂרָאֵל                                | Tu verras les fils de tes fils. Que la paix soit sur Israël !                                                                      | Et videas filios filiorum tuorum pax super Israhel                                                             |

## Usages liturgiques

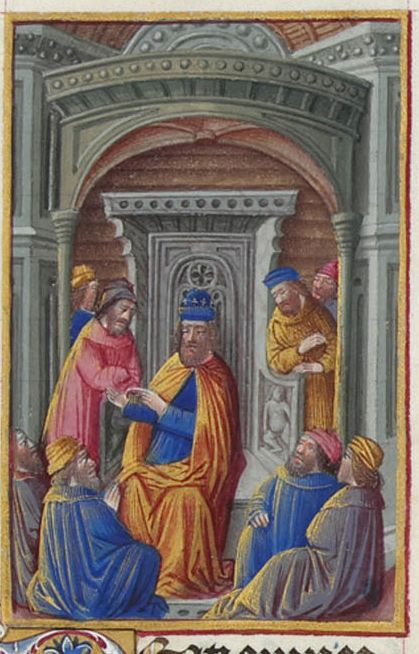
Miniature illustrant le psaume 128, Bénédiction sur le fidèle, dans Les Très Riches Heures du duc de Berry, musée Condé, ms.65, f.56r. Un vieillard assis sur un trône, entouré de ses huit fidèles

### Dans le judaïsme
Le psaume 128 est récité entre la fête de Souccot et le Shabbat Hagadol. Il est aussi récité avant la prière Alenou, pendant l'office de Maariv, au Motzei Shabbat, c'est-à-dire le soir qui clôt le Shabbat. Il est aussi récité lors du Chema Israël, au lever et au coucher. Enfin, on trouve le verset 2 dans le Pirke Avot, aux chapitres 4 et 6.

### Dans le christianisme

#### Chez les catholiques
Traditionnellement, ce psaume était exécuté, depuis le haut Moyen Âge, lors de l'office de none de la semaine, à savoir dès le mardi jusqu'au samedi, d'après la règle de saint Benoît fixée vers 530. 
Dans la liturgie de la messe actuelle, la psaume 128 est le pour la fête de la sainte famille, le 33e dimanche du temps ordinaire du l’année A et le 27e dimanche du temps ordinaire de l’année B. C’est aussi le psaume traditionnel pour les messes de mariage (missa votiva pro sponso et sponsa).

## Mise en musique
- Ce cantique fut composé par Michel-Richard de Lalande en 1698, en tant que grand motet Beati omnes (S51) qui était joué à la chapelle royale du château de Versailles, pour célébrer les offices. Le compositeur fit exécuter surtout celui-ci devant la famille royale y compris Louis XIV, en novembre 1700 à Versailles. Connaissant aisément les psaumes, De Lalande avait sélectionné cette œuvre, notamment en raison du texte « Filii tui sicut novella olivarum in circuiti mensæ tuæ. » (verset 3) lors du départ du jeune Philippe V, nouveau roi d'Espagne et petit-fils du Roi-Soleil : « ... ce Pseaume (sic), qui convenoit si bien à ce grand Prince au milieu d'une Famille aussi nombreuse et aussi auguste ...  » Aussi Louis XIV pleura-t-il de joie[7].
- Marc-Antoine Charpentier compose en 1680/1681 un "Beati omnes qui timent Dominum" H.178, pour 3 voix, 2 dessus instrumentaux, et basse continue.
- Henry Desmarest a composé un grand motet "Beati Omnes".